# Bay Middleton

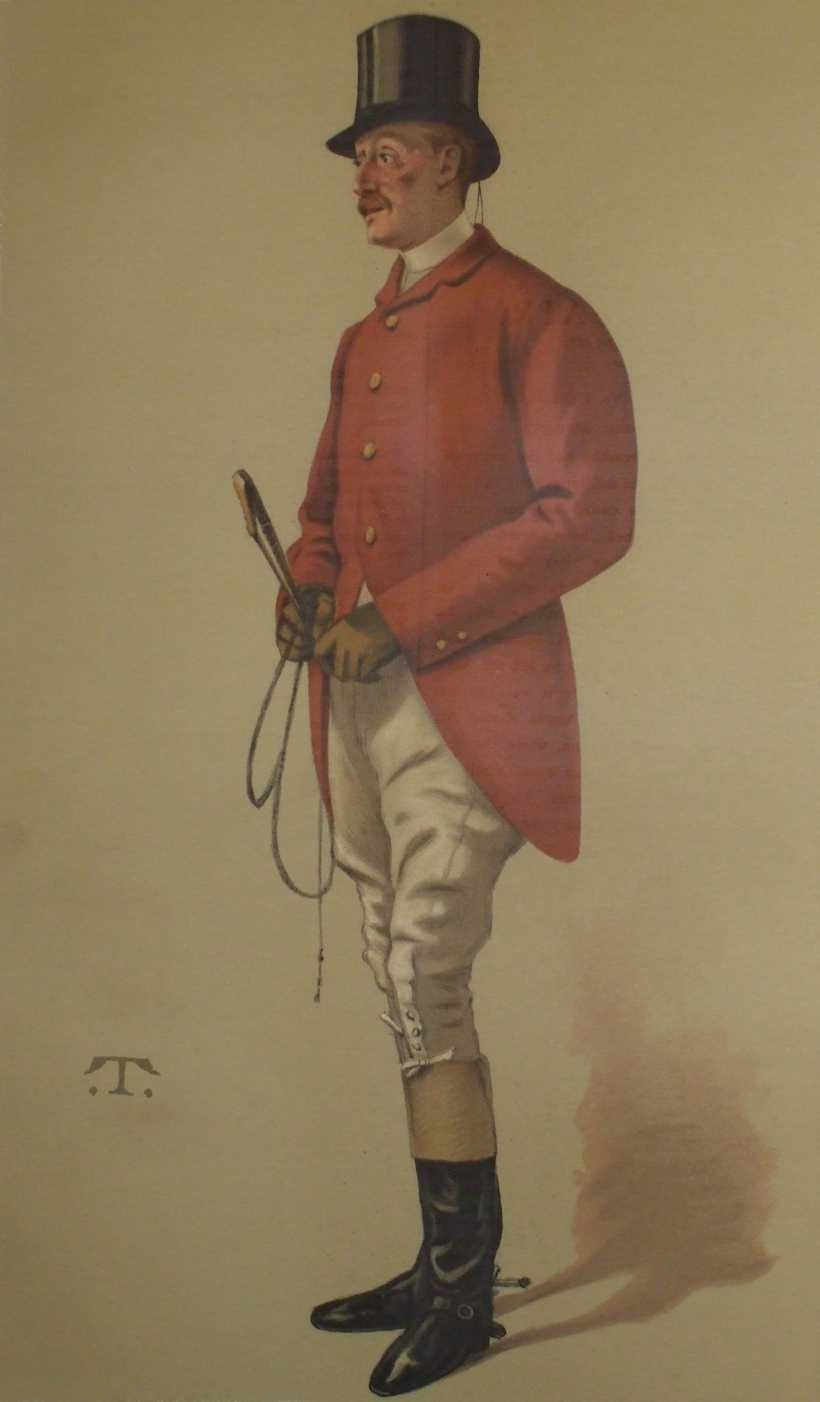
Karikatuur van Bay Middleton, door Théobald Chartran in Vanity Fair, juni 1883

William George (Bay) Middleton (1846 - 9 april 1892) was een bekende Britse ruiter. 
Hij wordt genoemd als een van de minnaars van Keizerin Elizabeth van Oostenrijk en van Henrietta Blanche Hozier, uit die affaire werd hij vader van Clementine Hozier die later met Winston Churchill trouwde.
Bay Middleton brak zijn nek toen hij tijdens een steeplechase van zijn paard viel.
Hij werd vereeuwigd als een van de rollen in het ballet "Mayerling" van Kenneth MacMillan.